# Cathy Gentile-Patti
Cathy Gentile-Patti (Los Angeles, 28 giugno 1962) è un'ex sciatrice alpina statunitense paralimpica, che ha rappresentato gli Stati Uniti alle Paralimpiadi invernali del 1992, vincendo due medaglie d'argento.

## Biografia
Nata a Los Angeles, California, all'età di nuove anni ha subito l'amputazione della gamba destra per un cancro alle ossa. Durante il liceo, Gentile ha fatto parte dell'Amputees in Motion e ha svolto attività di volontariato presso l'ospedale ortopedico. Durante i primi anni '80, oltre al volontariato, Gentile ha lavorato presso un produttore di protesi. Nel 1983 è stata selezionata a lavorare in un progetto che forniva terapia sciistica ai pazienti disabili dell'ospedale ortopedico.

## Carriera
Nel 1992, alle Paralimpiadi di Tignes Albertville, in Francia, ha vinto la medaglia d'argento nello slalom gigante con il tempo di 2:23.51 (oro per la connazionale Sarah Billmeier in 2:22.85 e bronzo per l'atleta francese Nadine Laurent in 2:31.80) e discesa libera LW2 in 1:18.90 (la medaglia d'oro è andata a Sarah Billmeier, tempo realizzato di 1:17.85 e medaglia di bronzo a Roni Sasaki in 1:19.34). Gentile-Patti è risultata invece sesta nel supergigante, sul podio Roni Sasaki, Sarah Billmeier e Helga Knapp.

## Palmarès

### Paralimpiadi
- 2 medaglie:
  - 2 argenti (slalom gigante LW2 e discesa libera LW2 a Tignes 1992)